# Anosia disjuncta
Anosia disjuncta är en fjärilsart som beskrevs av Abel Dufrane 1948. Anosia disjuncta ingår i släktet Anosia och familjen praktfjärilar. Inga underarter finns listade i Catalogue of Life.